# Тосака, Эри
Эри Тосака (яп. 登坂絵莉, род. 30 августа 1993 года) — японская спортсменка, борец вольного стиля, трёхкратная чемпионка мира, чемпионка Олимпийских игр в Рио-де-Жанейро.
Родилась в 1993 году. В 2011 году стала чемпионкой Азии среди юниоров. В 2012 году стала серебряной призёркой чемпионата мира и бронзовой призёркой чемпионата Азии. В 2013 году стала чемпионкой мира. В 2014 и 2015 годах вновь выигрывала чемпионат мира. На Олимпиаде в 2016 году выиграла золотую медаль в весе до 48 кг. После победы подняла своего тренера на плечи и сделала с ним круг почёта.